# Natalija Dobrinska
Natalija Volodimirivna Dobrinska (ukrajinsko Наталія Володимирівна Добринська), ukrajinska atletinja, * 29. maj 1982, Brovari, Sovjetska zveza.
Nastopila je na poletnih olimpijskih igrah v letih 2004, 2008 in 2012, leta 2008 je osvojila naslov olimpijske prvakinje v sedmeroboju. Na svetovnih dvoranskih prvenstvih je osvojila zlato in dve srebrni medalji v peteroboju, na evropskih prvenstvih srebrno medaljo v sedmeroboju, na evropskih dvoranskih prvenstvih pa bronasto medaljo v peteroboju.